# Limnofregata
Limnofregata是一屬已滅絕的原始軍艦鳥，生存於始新世伊普雷斯期，約4900萬年前，其化石發現於美國懷俄明州的格林河组。

## 名称
学名Limnofregata中Limno-意为湖泊、沼泽，而fregata则是现代军舰鸟属的学名，其意为「淡水军舰鸟」，指的是本属军舰鸟生活在淡水环境，与均为海鸟的现代军舰鸟并不相同。
模式物种L. azygosternon的种加词由希腊语azygos（意为互不连接的）和sternon（意为胸部）组成，指的是其胸帶的元素未融合。2005年发表的L. hasegawai的种加词系纪念日本古生物学家長谷川善和。2014年发表的L. hutchisoni的种加词系纪念采集该化石的J. Howard Hutchison。